# Eusebio Castigliano
Eusebio Castigliano (* 9. Februar 1921 in Vercelli; † 4. Mai 1949 in Superga) war ein italienischer Fußballspieler, der im Mittelfeld spielte. Er spielte siebenmal für die Squadra Azzurra und starb zusammen mit zahlreichen Mannschaftskameraden beim Flugunfall von Superga.

## Karriere

### Verein
Castigliano spielte in den Clubs US Pro Vercelli, Spezia Calcio, Biellese, bevor er zur AC Turin kam. Dieses Team dominierte den italienischen Fußball und stellte eine Reihe von Nationalspielern.

### Nationalmannschaft
Während seiner Zeit bei der AC Turin kam zu sieben Einsätzen in der italienischen Fußballnationalmannschaft und er erzielte ein Tor.

## Tod
Nachdem die AC Turin nach einem 1:1-Unentschieden in Bari als italienischer Meister 1948/49 feststand, arrangierte Präsident Ferruccio Novo ein Freundschaftsspiel in Lissabon gegen Benfica. Auf dem Rückweg kollidierte das Flugzeug, das die Mannschaft des Grande Torino zurück in die Heimat beförderte, bei starkem Nebel mit einem Felsen auf dem Wallfahrtshügel Superga nahe Turin. Alle Insassen starben bei dem Unfall, darunter 18 Spieler und fünf Betreuer der AC Turin. Auch Castigliano starb an jenem 4. Mai 1949, er wurde 28 Jahre alt. Einzig Sauro Tomà war nach dem Unfall noch von der großen Torino-Mannschaft übrig, da er aufgrund einer Verletzung nicht mitgeflogen war.

## Erfolge
AC Turin
- Italienischer Meister (4): 1945/46, 1946/47, 1947/48, 1948/49